# Tyrothricine
La tyrothricine est un antibiotique peptidique cyclique extrait de Bacillus brevis. Il est utilisé contre l'infection par des bactéries gram-positives. Sa prescription est parfois accompagnée de benzocaïne 5 mg pour soulager le mal de gorge. En cas de passage dans la circulation sanguine générale, des effets secondaires graves peuvent subvenir, d'où une utilisation limitée à une application topique.

## Étymologie
Le mot tyrothricine a été forgé en 1939 à partir du nom de la bactérie Tyrothrix (1906), formé des deux mots grecs τύρος (túros), "fromage" et θρίξ (thríx), "cheveu, filament", avec un suffixe -ine.

## Historique
Découverte dans les années 1930 par René Dubos, la tyrothricine est le premier antibiotique mis sur le marché par l'industrie pharmaceutique américaine.

## Effets
La tyrothricine inhibe la synthèse protéique des bactéries gram-positives et est complètement inefficace contre les bactéries gram-négatives.

## Application
La tyrothricine peut être utilisée en cas : d'inflammation de la gorge ou de la muqueuse gastrique, d'amygdalite. Pour utiliser cet antibiotique, la muqueuse doit être intacte pour limiter le risque de passage dans la circulation systémique.

## Effets secondaires
Plusieurs cas d'hypersensibilité ont été révélés, ainsi qu'une perte temporaire de l'équilibre et des troubles rénaux. Par ailleurs, aucune étude sur le long terme n'a été réalisée sur la femme enceinte et notamment sur la lactation.